# 天通苑駅
天通苑駅（てんつうえん-えき）は中華人民共和国北京市昌平区に位置する北京地下鉄5号線の駅である。近くの住民による請願駅でもある。

## 駅構造
相対式ホーム2面2線を有する高架駅。開業当初からホームドア設置。

## 駅周辺
- 天通西苑賓館

## 歴史
- 2007年10月7日 - 開業。

## 隣の駅
北京地下鉄
■5号線
天通苑南駅 - 天通苑駅 - 天通苑北駅
座標: 北緯40度04分26秒 東経116度24分24秒 / 北緯40.07378度 東経116.40667度